# Amphitecna kennedyi
Amphitecna kennedyi là một loài thực vật có hoa trong họ Chùm ớt. Loài này được (A.H.Gentry) A.H.Gentry mô tả khoa học đầu tiên năm 1976.